# Kord Gand
Kord Gand (persiska: كُرد كَند, كرد گند) är en ort i Iran.   Den ligger i provinsen Kurdistan, i den nordvästra delen av landet, 400 km väster om huvudstaden Teheran. Kord Gand ligger 1 730 meter över havet och antalet invånare är 292.
Terrängen runt Kord Gand är huvudsakligen kuperad. Kord Gand ligger nere i en dal. Runt Kord Gand är det ganska glesbefolkat, med 48 invånare per kvadratkilometer. Närmaste större samhälle är Tīlkū, 13,6 km söder om Kord Gand. Trakten runt Kord Gand består i huvudsak av gräsmarker.